# 桜ケ丘町 (土浦市)
桜ケ丘町（さくらがおかまち）は、茨城県土浦市の町名。郵便番号は300-0832。

## 地理
土浦市の中心部から南にあたる丘陵地に位置する。主に住宅地として利用される。町域内には「グリーンクレスト桜ヶ丘」、「桜ヶ丘ニュータウン」の2つのニュータウンが造成されている。土浦市で初めてコミュニティ道路やハンプの設置、ボンエルフ手法が用いられた区域でもある。

## 歴史

### 町名の変遷
| 実施後   | 実施年月日    |
| -------- | ------------- |
| 桜ケ丘町 | 1979年5月20日 |

## 世帯数と人口
2017年（平成29年）8月1日現在の世帯数と人口は以下の通りである。
| 町丁     | 世帯数  | 人口    |
| -------- | ------- | ------- |
| 桜ケ丘町 | 914世帯 | 2,223人 |

## 交通

### バス
| 系統 | 主要経由地                 | 行先                     | 運行会社 |
| ---- | -------------------------- | ------------------------ | -------- |
| 循環 | 北桜ヶ丘・桜ヶ丘・南桜ヶ丘 | 土浦駅西口               | ■関鉄    |
|      | 北桜ヶ丘・桜ヶ丘・南桜ヶ丘 | 土浦駅西口・荒川沖駅東口 | ■関鉄    |

### 道路
- 茨城県道48号土浦竜ヶ崎線

## 施設
- 土浦消防署南分署
- 陸上自衛隊桜ケ丘宿舎
- 土浦日本大学高等学校附属幼稚園
- 桜ケ丘町公民館
- 桜ケ丘町児童公民館
- グリーンクレスト桜ヶ丘集会所
- 桜ヶ丘ニュータウン集会所
- 桜ケ丘公園
- 桜ケ丘第2公園
- 桜ケ丘第3公園
- 桜ケ丘第4公園
- 桜ケ丘第5公園
- 常陽リビング社
- ココス土浦桜ケ丘店

## 小・中学校の学区
市立小・中学校に通う場合、学区は以下の通りとなる。
| 町       | 番地 | 小学校               | 中学校                 |
| -------- | ---- | -------------------- | ---------------------- |
| 桜ケ丘町 | 全域 | 土浦市立下高津小学校 | 土浦市立土浦第四中学校 |